# Elecciones municipales de Avellaneda 2001
Véanse también: Elecciones legislativas de Argentina de 2001
Las elecciones municipales de Avellaneda de 2001 se realizaron el 14 de octubre junto con las elecciones legislativas nacionales. En estos comicios, se renovó la mitad de los miembros del Concejo Deliberante y el Consejo Escolar de Avellaneda que fueron elegidos en las elecciones municipales de Avellaneda de 1997.

## Candidaturas y Resultados
Se presentaron 21 partidos o alianzas políticas en estas elecciones y sus resultados electorales fueron
|  | 29.03 % |

|  | 20.88 % |

|  | 9.42 % |

|  | 8.88 % |

|  | 7.03 % |

|  | 5.06 % |

|  | 3.81 % |

|  | 3.42 % |

|  | 2.70 % |

|  | 1.87 % |

|  | 1.82 % |

|  | 1.21 % |

|  | 1.16 % |

|  | 1.04 % |

|  | 0.99 % |

|  | 0.60 % |

|  | 0.52 % |

|  | 0.47 % |

*Estos frentes y partidos acumularon sus votos por haber presentado candidatos comunes
| Partido político              | Concejales | Consejeros Escolares                                                              |
| ----------------------------- | --- | --------------------------------------------------------------------------------- |
| Partido Justicialista         | - Antonio Hugo Caruso - María de Jesús Balbuena Miranda - Jorge Degli Innocenti - Alberto Roberti - Mirta Vera | - María Boisbehere - M. Araceli Córdoba - Gabriel Carlos Carreras - Cecilia Rojas |
| Alianza Avellaneda para Todos | - Rubén Jesús Sanazi - Francisco Roberto Del Castillo - Mónica Silvia Chaar                                    |                                                                                   |
| Partido Socialista            | - Silvia Garofalo - Walter E. Picollo                                                                          |                                                                                   |
| Frente Polo Social            | - Juan C. Cicconi - César Villar                                                                               |                                                                                   |